# UTC−10:00
| Južni poletni/severni standardni čas Morska območja | Severni poletni/južni standardni čas Standardni čas vse leto |

UTC−10:00 je časovni pas z zamikom −10 ur glede na univerzalni koordinirani čas (UTC). Ta čas se uporablja na naslednjih ozemljih (stanje v začetku leta 2016):

## Kot standardni čas (vse leto)

### Oceanija
- Francija:
  -  Francoska Polinezija: Družbeni otoki vključno s Tahitijem, otočje Tuamotu, Južni otoki in Bassovi otoki
- Nova Zelandija
  - Cookovi otoki
- Združene države Amerike:
  - Havaji
  - Johnstonov atol

## Kot standardni čas (samo pozimi na severni polobli)

### Severna Amerika
- Združene države Amerike
  - Aljaska (samo Aleuti)